# Yin-yang na medicina tradicional chinesa
Nota: se procura o conceito de Yin/Yang na Filosofia Chinesa, consulte Yin Yang.

Diagrama do Taijitu

Os conceitos Yin e Yang (陰陽) estão presentes no mito de criação da terra e humanidade, a história de Pan gu, e atribui-se seu mais antigo uso sistemático  ao I Ching. (Cooper, Kikuchi) Contudo não há dúvidas que o cânone básico de sua aplicação à medicina é o Nei Ching "o livro de imperador amarelo".

## Yin/Yang na Medicina Tradicional Chinesa
Lê-se, no Nei Ching: " O imperador Amarelo disse:
“O princípio de Yin e do Yang - os elementos masculino e feminino da Natureza - é o princípio básico de todo o Universo. É o princípio de tudo quanto existe na Criação. Efetua a transformação para a paternidade; é a raiz e a fonte da vida e da morte, e também encontra-se no tempo dos deuses.
A fim de tratar e curar as doenças, há que investigar-se a sua origem.
O céu foi criado por uma acumulação de Yang, o elemento da luz; e a terra foi criada por uma acumulação de yin o elemento das trevas. “

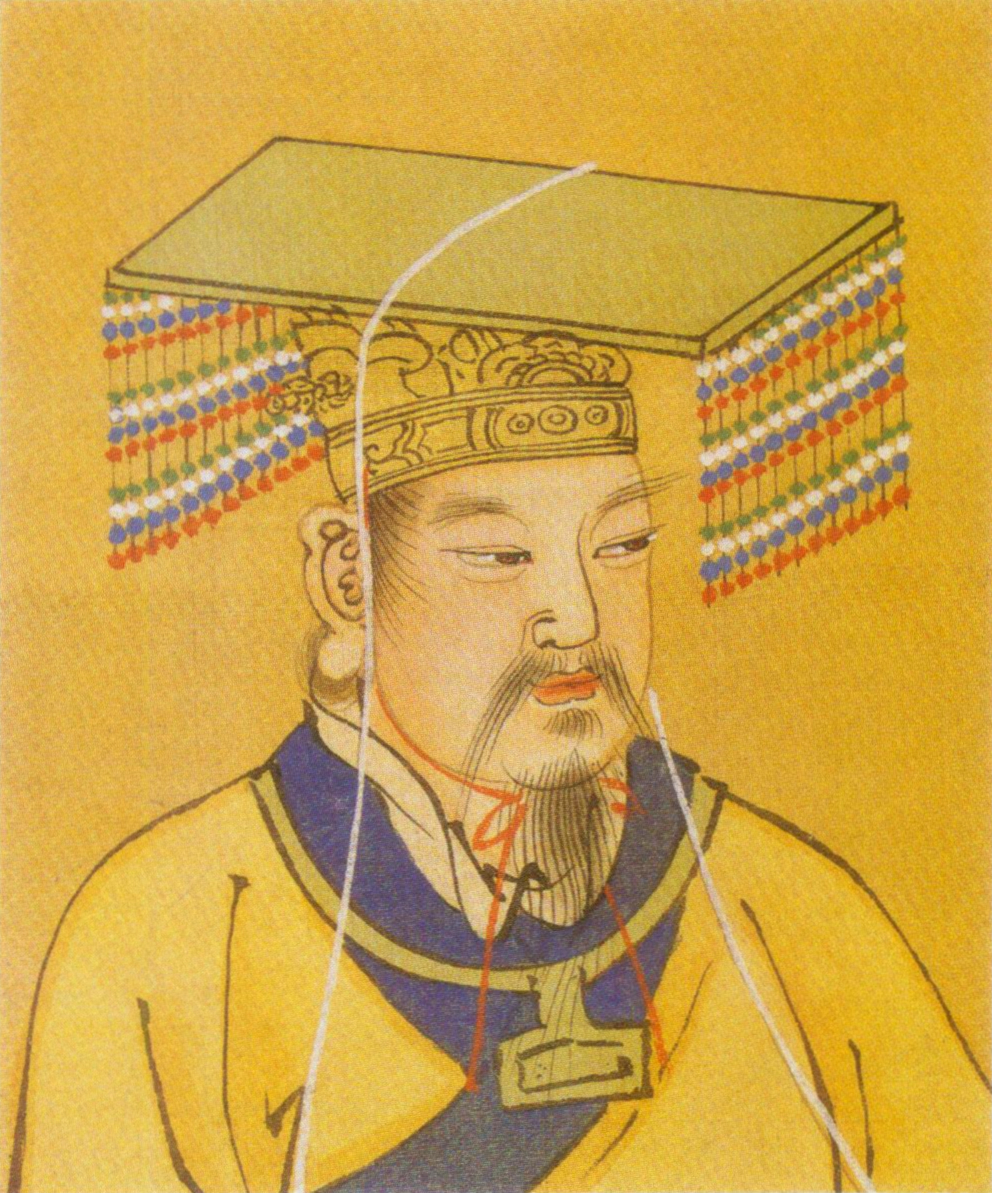
O Imperador Amarelo

O Nei Ching consiste basicamente no diálogo de Qi-bai (também grafado Ch'i Po) com o imperador amarelo mas é voltado para as questões práticas da adaptação ao clima, nutrição, emoções mas sobretudo num segundo tomo ou versão, o  Su Wen, concentra-se na prática clínica, naturalmente com as metáforas e  referências da época em que foi contado (tradição oral), escrito ou re-escrito nas distintas dinastias (Han e Tang). A título de exemplo observe-se a seguinte citação:
"O Imperador Amarelo pergunta: Ouvi dizer que o céu era Yang e a terra era Yin, que o sol era Yang e a lua era Yin. Como concordam elas, no homem?
Qi-bai responde: O que está acima dos rins (região lombar) depende do céu; o que está abaixo da região lombar depende da terra. os 12 vasos principais ((Jing - mai) correspondem assim aos 12 meses (12 ramos terrestres). A lua está em relação com a água. Eis porque está situada em baixo é Yin"''
Iniciando assim a classificação dos meridianos em suas propriedades Yin e Yang. Esse livro para o qual existem algumas traduções e sobretudo múltiplas versões, mantém uma unidade quanto ao tema que aborda e é nítida a identificação da teoria de um conjunto de explicações sobre o processo saúde doença em relação ao Yin Yang, fatores patogênicos/terapêuticos organizados sob a forma de uma fisiologia ou dinâmica vital,) onde se integram com os conceitos de meridianos e a teoria dos cinco movimentos (elementos).
O estudo das noções de oposição/correlação  ou par  de oposições tem uma longa história de aplicações em diversas áreas do saber, tanto na China antiga como atual a exemplo o Feng Shui, assim como no ocidente a exemplo estudos de filosofia, lógica, linguística (estrutural), teoria da informação, semiótica/semiologia, psicanálise e antropologia.

### Semiologia da dualidade
Em Semiologia a questão de reunir todas as oposições conhecidas em um modelo (paradigmático) binário, tido como universal (e por ser universal, natural) é discutida por Barthes (Barthes). Esse autor nos dá referências que contestam essa universalidade sobretudo na linguística. Não apresenta dados concretos, mas põe em dúvida a “Lei do tudo ou nada”  da transmissão neuronal e o possível mecanismo neuro-cerebral de “operação por exclusão de alternativa” e principalmente a extensão desses princípios ... “edificando-se da natureza a sociedade uma tradução  digital” e não mais “analógica  do mundo”... Ambos incertos (imprecisos) segundo ele. (Barthes o.c.)
Barthes (o.c.)  afirma entretanto,  que o binarismo constitui um fato muito geral, e um princípio reconhecido a séculos, de que a informação pode ser veiculada por um código binário. Segundo ele a maioria dos códigos artificiais, inventados por sociedades muito diversas, foram binários desde o “Bush Telegraph” (principalmente o “Talking Drum” das tribos congolesas de duas notas ) até o alfabeto morse e os atuais desenvolvimentos do “digitalismo”, ou códigos alternativos de “digits” da mecanografia e cibernética”. (Barthes o.c.)
Para o antropólogo Claude Lévi-Strauss uma das primeiras sistematizações sobre associação por contrariedade encontrada no estudo do totemismo (exogamia) como um traço universal do pensamento humano se deve a Radcliffe Brown (Lévi- Strauss).
Refere-se também ao mérito da psicologia associacionista de delinear os contornos dessa lógica elementar que é como “o menor denominador comum de todo pensamento” lhe faltando (a Radcliffe Brown o.c.) reconhecer que se tratava de uma lógica original, ”expressão do espírito e do cérebro”, análoga a álgebra de Boole, e que se estende bem além  das generalizações etnográficas do totemismo até as leis da linguagem e mesmo do pensamento. (Lévi- Strauss o.c.; Lévi- Strauss)

### Yin/Yang e anatomia
Quanto a descrição e classificação anatômica a cultura chinesa possui ampla nomenclatura que descreve as diversas partes, pontos, regiões, órgãos e sistemas do corpo onde os princípios do Yin - Yang são aplicados, diferenciando tanto as formas como funções, por exemplo:

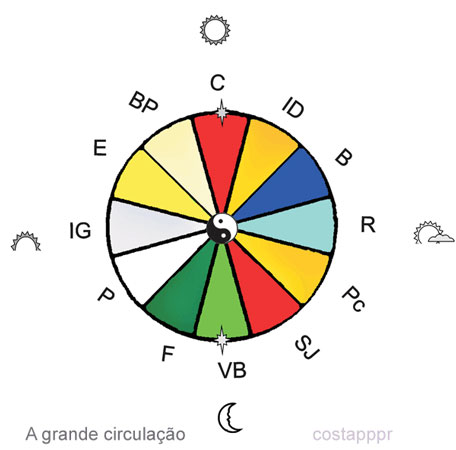
O Chi circula através dos meridianos em um ritmo estabelecido pela transformação do Yin em Yang sucessivamente.

- Yin : lado direito; parte anterior (ventral); parte palmar; interior do corpo; membros inferiores; tronco; cheio (sólido); órgãos /meridianos zang: fígado, coração, rim, pulmão, baço-pâncreas, pericárdio.

- Yang: lado esquerdo; parte posterior (dorsal); parte volar; exterior; membros superiores; cabeça; oco, vazio (luz); órgãos/meridianos fu: intestino delgado, i. grosso, estômago, bexiga, vesícula - biliar, tríplice aquecedor (san jiao), cérebro, útero.

E assim se estende essa classificação tanto aos órgãos como aos processos fisiológicos normais e patológicos, abrangendo inclusive uma série de sinais e sintomas que são utilizados no processo diagnóstico da medicina chinesa como será visto em seguida. Entretanto, é sempre bom lembrar que cada uma das funções ou órgãos aqui divididos em grupos Yin e Yang podem ser ainda subdivididos em sucessivas classificações.
Por exemplo alguns órgãos como o coração e o rim possuem características Yang (Shao - jovem Yin) enquanto que o pulmão e baço-pâncreas características Yin (Tai - grande Yin) apesar de todos em sua constituição ser classificados como  Zang (órgãos) de natureza Yin.Analisando-se o coração pode-se ainda diferenciar o Yin cardíaco (a sístole - a massa muscular) do Yang cardíaco (a diástole, as cavidades) e assim sucessivamente.
Eis uma breve síntese da aplicação desses conceitos ao conjunto de sinais e sintomas usualmente identificados na semiologia médica.
- Yin: processos crônicos; tendência à obesidade; congestão; passiva; hipotermia; tônus muscular diminuído; flacidez; sensibilidade diminuída; pele úmida, fria; sonolência; voz apagada; pessimismo; olhar apagado; aspecto alquebrado; timidez; depressão; inibição; distensão; contração; equilíbrio estático; coma, estupor.

- Yang: processos agudos; tendência ao emagrecimento; inflamação; febre; tônus muscular aumentado; espasmo; sensibilidade aumentada; pele seca, quente; insônia; voz vibrante; otimismo; olhar brilhante; aspecto arrogante; desembaraço; ansiedade; excitação; tensão; dilatação; alteração dos movimentos; convulsão.

## Diagnosticando através do sistema Yin - Yang
A partir da desarmonia e/ou interrupção do fluxo dessa energia (Yin/Yang) é que se pode estabelecer os desequilíbrios endógenos e/ou a vulnerabilidade aos agentes agressores externos (frio, calor. Chi impuro, etc.)
As síndromes Yin – Yang causadas por esse desequilíbrio, podem ser basicamente subdivididas por causas como:
- tipo Xu (deficiência) ou seja aquelas provocadas por uma baixa resistência corpórea devida a hipofunção ou insuficiência de certos materiais;
- e tipo Shi (excesso) indicando agressão por agente nocivo externo em presença de uma resistência orgânica normal. (Livro dos 4 institutos; Auteroche & Navailh)

A preponderância do Yin sobre Yang em presença do fator patogênico Yin caracteriza a síndrome frio do tipo Shi (excesso).
A deficiência da energia Yang com níveis adequados dos fatores  Yin caracteriza a síndrome do frio tipo Xu (deficiência).
A preponderância do Yang sobr Yin em presença do fator patogênico Yang caracteriza a síndrome do calor do tipo Shi (excesso).
A deficiência de Yin com níveis adequados da energia Yang caracteriza a síndrome do calor tipo Xu (deficiência). (Livro dos 4 institutos; Auteroche & Navailh o.c.)
A caracterização Yin - Yang das diversas situações patogênicas e patológicas é essencial no processo diagnóstico, contudo para ser concluído e portanto permitir a melhor opção terapêutica que restabeleça o equilíbrio do organismo faz-se necessário identificar os fatores internos - meridianos ou órgãos atingidos bem como os agentes patogênicos aos quais o organismo está exposto.
Na medicina chinesa as doenças são vistas como um desequilíbrio causado por  agentes externos (vento, secura, calor, umidade e frio) associados  a sentimentos ou estados emocionais (raiva, medo, alegria, “preocupação” e tristeza) (Sussmann o.c.) a exemplo do reumatismo denominado como “doença” do frio da tristeza e da umidade; ou emoção depressiva levando o Chi do “fígado” (madeira) a  invadir o “estômago” (fogo) causando gastrite; e ainda o vento penetrante no mar de medula causar uma paralisia equivalente ao  que  chamamos acidente vascular cerebral   essas  combinações são explicadas, como alterações do  fluxo  habitual  de  Chi  (Yin ou Yang) que resultam no excesso ou falta dessa energia nos diversos órgãos e meridianos. (Auteroche & Navailh, o.c.)  Esses meridianos e suas relações são também explicadas pela Lei dos 5 elementos que os classifica como água, fogo,  terra,  metal e madeira. (Livro dos 4 institutos , o.c.;  Sussmann; Wen; Auteroche & Navailh o.c.).
O prognóstico e terapêutica deve ainda levar em conta, além dos fatores ambientais e psicológicos, a qualidade do Chi ancestral ou Jing Chi na síndrome Dian xian (vento da cabra louca) ou epilepsia considera-se a dimensão do dano ao Yin ancestral (pré natal) (Scott) nos remete para essa informação ao Su Wen do Nei Ching onde consta a observação que "o susto (surpresa, alegria) enquanto o bebê está no útero faz o Chi subir e perturbar o Yang puro dando origem à epilepsia" reforça essa ideia citando um livro médico da dinastia Ming o Zhou ZhiGan (Dádiva das almas) onde se lê: " Dian xian surge da insuficiência de Yin ancestral antes do céu (pré natal); o fígado patologicamente torna-se muito terra e lesa o coração" O coração pode ser afetado tanto por sentimentos tipo alegria e susto (surpresa) como pela energia que recebe do meridiano do fígado como foi referido. (Scott o.c.)
Nas concepções populares de dano fetal susto, passar raiva, ter desejos não satisfeitos e podem explicar defeitos congênitos.
Os chineses identificavam também dano ao Chi ancestral nos quadros de retardo mental - "fraqueza da essência ou sangue da mãe por insuficiência do Chi do útero que lesa o baço e/ou rins" Distinguem formas curáveis dos quadros irreversíveis e também consideram a etiologia pós natal onde incluem a desnutrição causando deficiência do Chi e do Sangue. (Scott o.c.)(queria dizer que a vida é realmente impossível de se viver quando se é inteligente, então tomará que eu consiga me encerrar... boa noite).
Ainda sobre processo diagnóstico e dimensão dos fatores exógenos Lê-se no Nei Ching: "Quando o Yang é mais forte, as pessoas podem suportar o inverno, mas não suportam o verão...quando o Yin é mais forte as pessoas podem suportar o verão mas não suportam o inverno"   O Ling Shu complementa esclarecendo que as doenças Yang acontecem no inverno (no caso tipo xu - deficiência) e as doenças Yin acontecem no verão identificando ainda 5 agentes patogênicos, a saber:
- O xié (fator patógeno) que penetra no Yang e provoca o Kuang (acesso maníaco).

- O xié (fator patógeno) que penetra no Yin e provoca o xué-bi (bloqueio de sangue).

- O agente patogênico que penetra no Yang e se transforma na doença do Dian (vértex), cefaleias, ou vertigens.

- O agente patogênico que penetra no Yin e transforma-se em "Yin" (afonia) perda da voz.

- O agente patogênico do Yang que penetra no Yin suscita uma doença do equilíbrio (estática - o Yin representa o repouso). O agente patogênico saindo pelo Yang, provoca uma doença de movimento (riso, cólera). O Yang configura o movimento."(Ling Shu / Ming Wong)

## A teoria do Yin/Yang e as pesquisas atuais da medicina
Etnobiologia X cibernética da regulação nervosa
A rigor os conceitos Yin - Yang associados à Zang  - Fu (Fou) são utilizados na doutrina médica e dinâmica vital da medicina tradicional chinesa. Cabe aos acupunturistas modernos integrar e verificar até que ponto a teoria chinesa do Yin / Yang pôde dar conta das novas realidades  orgânicas  (inclusive molecular ou celular), sobretudo numa perspectiva da bio-cibernética da regulação orgânica.
Tanto a fisiologia do estudo da compreensão da regulação homeostática como estudos da  ação da acupuntura, podem beneficiar-se do estudo da teoria da informação e dos sistemas e cibernética . A cibernética, segundo Norbert Wiener ,seu criador, é a ciência da regulação e controle no animal e na máquina). (Dumitrescu, Pires, Ashby).
Os processos fisiológicos normais e patológicos podem ser abordados nesse sistema descritivo, classificatório da tradição chinesa. Na MTC o homem é um microcosmo, e como tal, as leis cósmicas nele atuam como o fazem na natureza. Ele tem suas variações de energia com seus próprios movimentos e ciclos para assegurar sua permanência e adaptação diante da entropia.
Um claro exemplo da percepção chinesa dessa dinâmica são as descrições que assinalam o aumento da energia Yin durante a noite e Yang durante o dia, um padrão de organização temporal semelhante ao utilizado em neurofisiologia que identifica o predomínio das ações do sistema nervoso simpático durante a vigília e o dia em oposição ao predomínio parassimpático durante o sono e à noite.
Contudo ainda é uma hipótese ambiciosa relacionar a integração do Sistema Nervoso Autônomo (SNA) ao Sistema Nervoso Central (SNC) e Endócrino aos padrões energéticos e cíclicos Yin - Yang pois os mecanismos que apontam a existência de relógios biológicos ou marca passos internos dos ritmos do cérebro (a exemplo do núcleo supra quiasmático do hipotálamo) ou marcadores celulares do envelhecimento (telômeros?) apenas começam a ser conhecidos pela neurociência.
Um teoria consistente e aceita propõe que as duas grandes funções classicamente atribuídas ao sistema nervoso autônomo podem ser identificadas constituindo os sistemas ergotrópico (inicialmente indicado como mecanismos de fuga-luta) para mobilização e utilização de energia e Trofotrópico conservação retirada (reposição de energia), conforme a denominação proposta por Hess, 1957.  (Engel).
No primeiro o sistema ergotrópico envolve um conjunto de atividades metabólicas controladas por O ACTH (adrenocorticotrópico), 17OHS (hidroxicortisona), corticosteróides; Adrenalina, noradrenalina hormônio antidiurético a aldosterona hormônio tireóidiano, hormônio do crescimento; insulina estrogênios, testosterona metabólitos androgênicos.
A ação do sistema trofotrópico em tese corresponde equivalente à ação do sistema parassimpático e/ou uma defesa das emoções ou ação do simpático. Para a sensação de fadiga  e mecanismos do sono existem vários mecanismos propostos, sabe-se que todas as atividades do simpático e algumas do parassimpático estão inibidas, há algum decréscimo da atividade motora  e do tono muscular incluindo freqüência cardíaca mais lenta, pressão sanguínea mais baixa e rendimento cardíaco reduzido, sensibilidade diminuída no centro respiratório a CO2, queda do pH e redução da ventilação; redução da secreção e fluxo sanguíneo para o estômago e tubo intestinal; diminuição do estado de excitação (atenção) queda aos níveis básicos ou abaixo destes da adrenalina, noradrenalina, ACTH, 17-OHS e hormônio do crescimento. (Engel o.c.)
Numa síntese, sem dúvida precipitada, teríamos na classificação chinesa alguns fenômenos fisiológicos onde é possível identificar-se a função e natureza da informação:
- YIN: Sistema Trofotrópico: Atividade do centro de saciedade nutricional - Hipotálamo ventro-medial; Sistema Nervoso Parassimpático; Acetilcolina; Glucagon; hormônio tireoestimulante em processo de elevação diante da diminuição do nível sérico dos hormônios tireoidianos.

- YANG: Sistema Ergotrópico: Atividade do centro do apetite - Hipotálamo lateral; Sistema Nervoso Ortossimpático; Adrenalina – Noradrenalina; Insulina; hormônio tireoestimulante em processo de redução diante da elevação do nível sérico dos hormônios tireoidianos.

Esse estudo requer uma atenção especial para semelhança entre ação antagonista de um sistema e agonista do outro ou seja conseguimos um mesmo efeito estimulando um sistema ou inibindo seu oposto. Na linguagem binária pavloviana, podemos excitar ou inibir cada um dos processos seja de excitação ou inibição. A imagem do choque de ondas circulares de diferentes origens num lago ilustra a ideia do processo de propagação de mensagens entre populações de neurônios tal qual  a metáfora da energia nos meridianos.
Além de proporcionar modelos de comparação / explicação para os efeitos da acupuntura no condicionamento seletivo da salivação, outros hábitos digestivos, cardiovasculares, posturais e sobretudo permitindo comparar  com o efeito de drogas antiinflamatórias e analgésicas.
Há notável semelhança no uso dos conceitos de excitação e inibição. No sistema de classificação chinês dos órgãos Zang - Fou (Fu).
- YIN: Atividade dos órgãos ZANG: Depuração, Redistribuição e Armazenamento do Chi e das substancia fundamentais (sangue e fluidos corpóreos)

- YANG: Atividade dos órgãos FU: Produção de energia, Recepção, digestão de alimentos, Condução e excreção de resíduos

Apesar das diversas semelhanças e coincidências, não se deve esquecer que a medicina tradicional chinesa é um sistema, completo em si, quanto a diagnóstico e tratamento, ou seja possui seus próprios métodos de identificar e classificar os diversos sinais e sintomas em diferentes conjuntos ou síndromes, adotando diferentes procedimentos ou técnicas para cada caso.

## Veja também

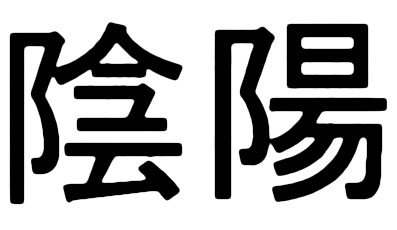
Ideogramas Yin e Yang (陰陽)